# Ленінський (Брагінський район)
Ленінський — (біл. пасёлак Ленінскі), селище в складі Брагінського району розташоване в Гомельській області Білорусі. Селище підпорядковане Чемериській сільській раді, а його громада складає 39 осіб (станом на 2004 рік).
Поселення Ленінський розташоване на південному сході Білорусі, у південній частині Гомельської області, неподалік від районного центру Брагіна (за 14 кілометрів східніше).